# Juhász Frigyes
Juhász Frigyes (Budapest, 1925. május 18. – Budapest, 2001. október 6.) magyar újságíró, zenekritikus, kórusvezető, zeneszerző.

## Életpályája
1945-ben a Nemzeti Zenedében végzett zeneszerzés szakon. Újságírói pályáját 1945-ben Szegeden kezdte az Utunk című lapnál, ahol 20 évesen már a kulturális rovat vezetője lett. 1949–1950-ben a Bartók Szövetségnél énekkari instruktorként dolgozott. Az 1950-es években zenekritikusként dolgozott a Népszavánál, a Magyar Nemzetnél és a Művelt Népnél. 1951–1966 között a Népművészeti (1957-től Népművelési) Intézetnél dolgozott. Emellett a Múzsák Kiadó zenei kiadványait szerkesztette és kórusvezetőként is tevékenykedett. 1971–1985 között a Kóta című havilap felelős szerkesztője volt. Miután nyugdíjba vonult, 1985–1993 között a Magyar Hírlapnak írt zenekritikákat.
Nekrológja a Népszabadság 2001. november 2-i számában jelent meg.

## Zeneművei
- Ikaros (oratórium Csanády János versére, 1970)
- Kantáták: Tüzek (1960, Kapuvári Béla versére), Ifjak éneke (1965, Kövesdi János versére), Az idő parancs (1967, Szilágyi György versére)

## Emlékezete
- Sírja Budapesten, a Farkasréti temetőben található.[3]
- Az ő emlékezetére alapította a MÚOSZ a Juhász Frigyes-díjat.

## Díjai, elismerései
- Péterfi István-plakett (1982)
- Kodály Zoltán-emlékérem (1983)
- Április Negyedike Érdemrend (1985)